# Independența (Constanța)
Independența est une commune du județ de Constanța en Roumanie.